# Campeonato Europeu de Patinação Artística no Gelo de 2015
O Campeonato Europeu de Patinação Artística no Gelo de 2015 foi a centésima sétima edição do Campeonato Europeu de Patinação Artística no Gelo, um evento anual de patinação artística no gelo organizado pela União Internacional de Patinação (em inglês:  International Skating Union) onde os patinadores artísticos competem pelo título de campeão europeu. A competição foi disputada entre os dias 26 de janeiro e 1 de fevereiro, na cidade de Estocolmo, Suécia.

## Eventos
- Individual masculino
- Individual feminino
- Duplas
- Dança no gelo

## Medalhistas
| Evento                        | Ouro                                             | Prata                                   | Bronze                                       |
| Individual masculino detalhes | Javier Fernández · Espanha                       | Maxim Kovtun · Rússia                   | Sergei Voronov · Rússia                      |
| Individual feminino detalhes  | Elizaveta Tuktamysheva · Rússia                  | Elena Radionova · Rússia                | Anna Pogorilaya · Rússia                     |
| Duplas detalhes               | Yuko Kavaguti · Alexander Smirnov · Rússia       | Ksenia Stolbova · Fedor Klimov · Rússia | Evgenia Tarasova · Vladimir Morozov · Rússia |
| Dança no gelo detalhes        | Gabriella Papadakis · Guillaume Cizeron · França | Anna Cappellini · Luca Lanotte · Itália | Alexandra Stepanova · Ivan Bukin · Rússia    |

## Resultados

### Individual masculino
| Medalha de ouro                                       | Javier Fernández   | Espanha          | 262.49 | 89.24 (1)  | 173.25 (1)  |
| Medalha de prata                                      | Maxim Kovtun       | Rússia           | 235.68 | 78.21 (4)  | 157.47 (2)  |
| Medalha de bronze                                     | Sergei Voronov     | Rússia           | 233.05 | 81.06 (2)  | 151.99 (3)  |
| 4                                                     | Alexei Bychenko    | Israel           | 220.22 | 73.63 (7)  | 146.59 (4)  |
| 5                                                     | Michal Březina     | República Tcheca | 220.11 | 80.86 (3)  | 139.25 (7)  |
| 6                                                     | Peter Liebers      | Alemanha         | 213.57 | 75.48 (5)  | 138.09 (8)  |
| 7                                                     | Adian Pitkeev      | Rússia           | 210.87 | 69.78 (9)  | 141.09 (6)  |
| 8                                                     | Ivan Righini       | Itália           | 210.75 | 67.45 (11) | 143.30 (5)  |
| 9                                                     | Florent Amodio     | França           | 210.11 | 74.06 (6)  | 136.05 (10) |
| 10                                                    | Daniel Samohin     | Israel           | 209.93 | 72.65 (8)  | 137.28 (9)  |
| 11                                                    | Alexander Majorov  | Suécia           | 202.57 | 68.10 (10) | 134.47 (11) |
| 12                                                    | Petr Coufal        | República Tcheca | 187.82 | 57.47 (16) | 130.35 (12) |
| 13                                                    | Franz Streubel     | Alemanha         | 186.18 | 64.45 (13) | 121.73 (13) |
| 14                                                    | Javier Raya        | Espanha          | 173.70 | 53.80 (21) | 119.90 (14) |
| 15                                                    | Phillip Harris     | Reino Unido      | 173.67 | 65.16 (12) | 108.51 (17) |
| 16                                                    | Yaroslav Paniot    | Ucrânia          | 171.24 | 63.25 (14) | 107.99 (18) |
| 17                                                    | Pavel Kaška        | República Tcheca | 166.06 | 56.83 (17) | 19.23 (15)  |
| 18                                                    | Valtter Virtanen   | Finlândia        | 164.80 | 58.31 (15) | 106.49 (19) |
| 19                                                    | Justus Strid       | Dinamarca        | 162.05 | 53.28 (22) | 108.77 (16) |
| 20                                                    | Patrick Myzyk      | Polônia          | 159.73 | 56.12 (18) | 103.61 (20) |
| 21                                                    | Pavel Ignatenko    | Bielorrússia     | 156.41 | 55.79 (19) | 100.62 (21) |
| 22                                                    | Sondre Oddvoll Bøe | Noruega          | 155.27 | 55.73 (20) | 99.54 (22)  |
| 23                                                    | Larry Loupolover   | Azerbaijão       | 139.29 | 51.01 (23) | 88.28 (23)  |
| WD                                                    | Chafik Besseghier  | França           | —      | 49.61 (24) | — (WD)      |
| Não avançaram para a patinação livre / programa longo |                    |                  |        |            |             |
| 25                                                    | Slavik Hayrapetyan | Armênia          | —      | 48.93 (25) |             |
| 26                                                    | Stéphane Walker    | Suíça            | —      | 48.86 (26) |             |
| 27                                                    | Engin Ali Artan    | Turquia          | —      | 48.76 (27) |             |
| 28                                                    | Samuel Koppel      | Estônia          | —      | 46.36 (28) |             |
| 29                                                    | Marco Klepoch      | Eslováquia       | —      | 44.81 (29) |             |
| 30                                                    | Manuel Koll        | Áustria          | —      | 43.56 (30) |             |

### Individual feminino
| Medalha de ouro                                       | Elizaveta Tuktamysheva | Rússia           | 210.40 | 69.02 (2)  | 141.38 (1) |
| Medalha de prata                                      | Elena Radionova        | Rússia           | 209.54 | 70.46 (1)  | 139.08 (2) |
| Medalha de bronze                                     | Anna Pogorilaya        | Rússia           | 191.81 | 66.10 (3)  | 125.71 (3) |
| 4                                                     | Joshi Helgesson        | Suécia           | 169.07 | 59.55 (6)  | 109.52 (4) |
| 5                                                     | Viktoria Helgesson     | Suécia           | 166.39 | 60.37 (5)  | 106.02 (6) |
| 6                                                     | Maé-Bérénice Méité     | França           | 156.47 | 55.84 (7)  | 100.63 (9) |
| 7                                                     | Angelina Kučvaļska     | Letônia          | 156.37 | 49.28 (17) | 107.09 (5) |
| 8                                                     | Roberta Rodeghiero     | Itália           | 154.52 | 51.79 (11) | 102.73 (7) |
| 9                                                     | Nicole Schott          | Alemanha         | 153.63 | 52.03 (9)  | 101.60 (8) |
| 10                                                    | Laurine Lecavelier     | França           | 151.43 | 51.58 (13) | 99.85 (10) |
| 11                                                    | Nicole Rajičová        | Eslováquia       | 149.44 | 53.78 (8)  | 95.66 (12) |
| 12                                                    | Nathalie Weinzierl     | Alemanha         | 148.78 | 50.80 (15) | 97.98 (11) |
| 13                                                    | Anastasia Galustyan    | Armênia          | 147.18 | 51.78 (12) | 95.40 (14) |
| 14                                                    | Eveline Brunner        | Suíça            | 143.97 | 52.00 (10) | 91.97 (15) |
| 15                                                    | Eliška Březinová       | República Tcheca | 143.05 | 47.40 (21) | 95.65 (13) |
| 16                                                    | Natalia Popova         | Ucrânia          | 138.27 | 49.21 (18) | 89.06 (16) |
| 17                                                    | Kerstin Frank          | Áustria          | 133.72 | 50.74 (16) | 82.98 (19) |
| 18                                                    | Sonia Lafuente         | Espanha          | 131.60 | 48.53 (20) | 83.07 (18) |
| 19                                                    | Aleksandra Golovkina   | Lituânia         | 131.47 | 45.01 (23) | 86.46 (17) |
| 20                                                    | Fleur Maxwell          | Luxemburgo       | 128.47 | 51.36 (14) | 77.11 (22) |
| 21                                                    | Camilla Gjersem        | Noruega          | 128.10 | 46.82 (22) | 81.28 (20) |
| 22                                                    | Gerli Liinamäe         | Estônia          | 124.31 | 44.46 (24) | 79.85 (21) |
| 23                                                    | Elene Gedevanishvili   | Geórgia          | 122.88 | 49.20 (19) | 73.68 (23) |
| WD                                                    | Kiira Korpi            | Finlândia        | —      | 60.60 (4)  | — (WD)     |
| Não avançaram para a patinação livre / programa longo |                        |                  |        |            |            |
| 25                                                    | Birce Atabey           | Turquia          | —      | 44.17 (25) |            |
| 26                                                    | Karly Robertson        | Reino Unido      | —      | 43.91 (26) |            |
| 27                                                    | Pernille Sørensen      | Dinamarca        | —      | 43.60 (27) |            |
| 28                                                    | Giada Russo            | Itália           | —      | 43.13 (28) |            |
| 29                                                    | Daša Grm               | Eslovênia        | —      | 43.10 (29) |            |
| 30                                                    | Helery Halvin          | Estônia          | —      | 43.10 (30) |            |
| 31                                                    | Niki Wories            | Países Baixos    | —      | 42.53 (31) |            |
| 32                                                    | Netta Schreiber        | Israel           | —      | 42.45 (32) |            |
| 33                                                    | Ivett Tóth             | Hungria          | —      | 39.16 (33) |            |
| 34                                                    | Micol Cristini         | Itália           | —      | 38.43 (34) |            |
| 35                                                    | Julia Sauter           | Romênia          | —      | 36.70 (35) |            |
| 36                                                    | Daniela Stoeva         | Bulgária         | —      | 35.70 (36) |            |
| 37                                                    | Janina Makeenka        | Bielorrússia     | —      | 33.78 (37) |            |
| 38                                                    | Agata Kryger           | Polônia          | —      | 29.34 (38) |            |

### Duplas
| Pos.              | Nome                                     | Nacionalidade | Pontos | PC         | PL         |
| ----------------- | ---------------------------------------- | ------------- | ------ | ---------- | ---------- |
| Medalha de ouro   | Yuko Kavaguti / Alexander Smirnov        | Rússia        | 207.67 | 69.86 (2)  | 137.81 (1) |
| Medalha de prata  | Ksenia Stolbova / Fedor Klimov           | Rússia        | 201.11 | 71.38 (1)  | 129.73 (2) |
| Medalha de bronze | Evgenia Tarasova / Vladimir Morozov      | Rússia        | 183.02 | 57.13 (5)  | 125.89 (3) |
| 4                 | Valentina Marchei / Ondřej Hotárek       | Itália        | 175.39 | 57.95 (4)  | 117.44 (4) |
| 5                 | Vanessa James / Morgan Ciprès            | França        | 167.29 | 60.13 (3)  | 107.16 (6) |
| 6                 | Nicole Della Monica / Matteo Guarise     | Itália        | 155.77 | 48.43 (8)  | 107.34 (5) |
| 7                 | Mari Vartmann / Aaron Van Cleave         | Alemanha      | 155.27 | 54.36 (6)  | 100.91 (7) |
| 8                 | Miriam Ziegler / Severin Kiefer          | Áustria       | 136.80 | 43.79 (9)  | 93.01 (8)  |
| 9                 | Caitlin Yankowskas / Hamish Gaman        | Reino Unido   | 123.42 | 49.29 (7)  | 74.13 (14) |
| 10                | Alessandra Cernuschi / Filippo Ambrosini | Itália        | 123.19 | 39.70 (13) | 83.49 (9)  |
| 11                | Minerva Fabienne Hase / Nolan Seegert    | Alemanha      | 121.29 | 42.13 (11) | 79.16 (10) |
| 12                | Amani Fancy / Christopher Boyadji        | Reino Unido   | 118.92 | 41.13 (12) | 77.79 (12) |
| 13                | Elizaveta Makarova / Leri Kenchadze      | Bulgária      | 117.65 | 39.00 (14) | 78.65 (11) |
| 14                | Maria Paliakova / Nikita Bochkov         | Bielorrússia  | 117.52 | 42.58 (10) | 74.94 (13) |

### Dança no gelo
| Medalha de ouro                  | Gabriella Papadakis / Guillaume Cizeron      | França           | 179.97 | 71.06 (1)  | 108.91 (1) |
| Medalha de prata                 | Anna Cappellini / Luca Lanotte               | Itália           | 171.52 | 69.63 (3)  | 101.89 (2) |
| Medalha de bronze                | Alexandra Stepanova / Ivan Bukin             | Rússia           | 160.95 | 64.95 (4)  | 96.00 (3)  |
| 4                                | Elena Ilinykh / Ruslan Zhiganshin            | Rússia           | 159.83 | 69.94 (2)  | 89.89 (8)  |
| 5                                | Sara Hurtado / Adrià Díaz                    | Espanha          | 155.81 | 62.59 (6)  | 93.22 (4)  |
| 6                                | Charlène Guignard / Marco Fabbri             | Itália           | 154.61 | 62.10 (7)  | 92.51 (5)  |
| 7                                | Nelli Zhiganshina / Alexander Gazsi          | Alemanha         | 152.57 | 61.98 (8)  | 90.59 (7)  |
| 8                                | Federica Testa / Lukáš Csölley               | Eslováquia       | 150.57 | 62.91 (5)  | 87.66 (10) |
| 9                                | Laurence Fournier Beaudry / Nikolaj Sørensen | Dinamarca        | 150.53 | 61.69 (9)  | 88.84 (9)  |
| 10                               | Ksenia Monko / Kirill Khaliavin              | Rússia           | 149.29 | 58.34 (11) | 90.95 (6)  |
| 11                               | Alexandra Nazarova / Maxim Nikitin           | Ucrânia          | 139.02 | 54.66 (12) | 84.36 (11) |
| 12                               | Alisa Agafonova / Alper Uçar                 | Turquia          | 137.47 | 53.27 (13) | 84.20 (12) |
| 13                               | Irina Shtork / Taavi Rand                    | Estônia          | 132.18 | 52.01 (14) | 80.17 (13) |
| 14                               | Natalia Kaliszek / Maksym Spodyriev          | Polônia          | 131.13 | 51.69 (15) | 79.44 (14) |
| 15                               | Carolina Moscheni / Ádám Lukács              | Hungria          | 127.43 | 51.44 (16) | 75.99 (16) |
| 16                               | Allison Reed / Vasili Rogov                  | Israel           | 125.38 | 49.74 (17) | 75.64 (17) |
| 17                               | Cortney Mansour / Michal Češka               | República Tcheca | 124.51 | 47.33 (19) | 77.18 (15) |
| 18                               | Barbora Silná / Juri Kurakin                 | Áustria          | 124.46 | 49.27 (18) | 75.19 (18) |
| 19                               | Olesia Karmi / Max Lindholm                  | Finlândia        | 121.29 | 46.98 (20) | 74.31 (19) |
| WD                               | Penny Coomes / Nicholas Buckland             | Reino Unido      | —      | 60.16 (10) | — (WD)     |
| Não avançaram para a dança livre |                                              |                  |        |            |            |
| 21                               | Jennifer Urban / Sevan Lerche                | Alemanha         | —      | 43.07 (21) |            |
| 22                               | Celia Robledo / Luis Fenero                  | Espanha          | —      | 42.89 (22) |            |
| 23                               | Misato Komatsubara / Andrea Fabbri           | Itália           | —      | 42.83 (23) |            |
| 24                               | Taylor Tran / Saulius Ambrulevičius          | Lituânia         | —      | 42.72 (24) |            |
| 25                               | Viktoria Kavaliova / Yurii Bieliaiev         | Bielorrússia     | —      | 42.40 (25) |            |
| 26                               | Olga Jakushina / Andrey Nevskiy              | Letônia          | —      | 40.40 (26) |            |
| 27                               | Tatiana Kozmava / Aleksandr Zolotarev        | Geórgia          | —      | 40.20 (27) |            |
| 28                               | Cecile Postiaux / Richard Postiaux           | Bélgica          | —      | 37.37 (28) |            |
| 29                               | Katarina Paice / Yuri Eremenko               | Suíça            | —      | 30.32 (29) |            |
| WD                               | Olivia Smart / Joseph Buckland               | Reino Unido      | —      | — (WD)     |            |

## Quadro de medalhas
| Ordem | País    | Medalha de ouro | Medalha de prata | Medalha de bronze |    | Ordem por total |
| ----- | ------- | --------------- | ---------------- | ----------------- | -- | --------------- |
| 1     | Rússia  | 2               | 3                | 4                 | 9  | 1               |
| 2     | Espanha | 1               |                  |                   | 1  | 2               |
| 2     | França  | 1               |                  |                   | 1  | 2               |
| 4     | Itália  |                 | 1                |                   | 1  | 2               |
| TOTAL | TOTAL   | 4               | 4                | 4                 | 12 | —               |